# Faguibine
Jezioro Faguibine (fr. Lac Faguibine) – wyschnięte jezioro w Mali, na północ od miasta Goundam i na zachód od Timbuktu. Znane było już w czasach prehistorycznych – na klifach w pobliżu jego dawnych północnych brzegów znajdują się malowidła naskalne. W średniowieczu jezioro było ważnym źródłem wody dla wczesnych cywilizacji dorzecza Nigru, m.in. dla Imperium Ghany. Wyschło pod koniec lat 80. XX wieku w wyniku katastrofalnej suszy w Sahelu. Współcześnie zalewane jest jednak wodą podczas wylewów Nigru.